# Anthicus kaszabi
Anthicus kaszabi là một loài bọ cánh cứng trong họ Anthicidae. Loài này được Medvedev miêu tả khoa học năm 1975.